# Mohácsi járás
A Mohácsi járás Baranya vármegyéhez tartozó járás Magyarországon, amely 2013-ban jött létre. Székhelye Mohács. Területe 600,98 km², népessége 35 796 fő, népsűrűsége 60 fő/km² volt a 2012. évi adatok szerint. Egy város (Mohács) és 25 község tartozik hozzá.
A Mohácsi járás a járások 1983-as megszüntetése előtt is létezett, és székhelye az állandó járási székhelyek kijelölése (1886) óta mindvégig Mohács volt.

## Települései
| Település      | Rang   | Kistérség (2013. január 1.) | Népesség (2012. január 1.) | Terület (km²) |
| -------------- | ------ | --------------------------- | -------------------------- | ------------- |
| Mohács         | város  | Mohácsi                     | 18 604                     | 112,23        |
| Bár            | község | Mohácsi                     | 534                        | 9             |
| Bezedek        | község | Mohácsi                     | 238                        | 11,36         |
| Dunaszekcső    | község | Mohácsi                     | 1 932                      | 36,75         |
| Erdősmárok     | község | Mohácsi                     | 89                         | 8,14          |
| Feked          | község | Mohácsi                     | 165                        | 19,33         |
| Görcsönydoboka | község | Mohácsi                     | 387                        | 9,51          |
| Himesháza      | község | Mohácsi                     | 1 078                      | 17,54         |
| Homorúd        | község | Mohácsi                     | 620                        | 44,73         |
| Ivándárda      | község | Mohácsi                     | 255                        | 7,67          |
| Kisnyárád      | község | Mohácsi                     | 185                        | 9,03          |
| Kölked         | község | Mohácsi                     | 1 033                      | 61,94         |
| Lánycsók       | község | Mohácsi                     | 2 489                      | 25,4          |
| Lippó          | község | Mohácsi                     | 446                        | 14,53         |
| Majs           | község | Mohácsi                     | 939                        | 32,06         |
| Maráza         | község | Mohácsi                     | 177                        | 9,7           |
| Nagynyárád     | község | Mohácsi                     | 719                        | 24,34         |
| Palotabozsok   | község | Mohácsi                     | 913                        | 20,19         |
| Sárok          | község | Mohácsi                     | 109                        | 4,62          |
| Sátorhely      | község | Mohácsi                     | 642                        | 17,6          |
| Somberek       | község | Mohácsi                     | 1 394                      | 31,42         |
| Szebény        | község | Mohácsi                     | 373                        | 14,37         |
| Székelyszabar  | község | Mohácsi                     | 586                        | 15,48         |
| Szűr           | község | Mohácsi                     | 275                        | 7,83          |
| Udvar          | község | Mohácsi                     | 152                        | 4,4           |
| Véménd         | község | Mohácsi                     | 1 462                      | 31,81         |

## Története
A járás egykori községei:
- Babarc, most a Bólyi járásban
- Baranyakisfalud, most Horvátországban
- Borjád, most a Bólyi járásban
- Cseledoboka, most Görcsönydoboka része
- Dályok, most Horvátországban
- Darázs, most Horvátországban
- Hercegmárok, most Horvátországban
- Hercegszabar, most Székelyszabar
- Izsép, most Horvátországban
- Liptód, most a Bólyi járásban
- Nagybodolya, most Horvátországban
- Németbóly, most Bóly, a róla elnevezett járás székhelye
- Pócsa, most a Bólyi járásban
- Rácgörcsöny, mos Görcsönydoboka része
- Ráctőttős, most Töttös a Bólyi járásban
- Szajk, most a Bólyi járásban
- Versend, most a Bólyi járásban